# Jack Lisowski
Jack Lisowski (Cheltenham, 25 juni 1991) is een Engels snookerspeler.

## Carrière
Na enkele jaren als amateur werd Lisowski in 2010 prof. In 2017-2018 kende hij een zeer goed seizoen en behoorde voor het eerst tot de top 32. Zijn beste resultaat op een ranking toernooi was bij Riga Masters van 2018, daar werd hij verliezend finalist. In 2019 evenaarde hij dat resultaat. Hij verloor de finale van het China Open met 11-4 van Neil Robertson. In 2021 verloor hij de finale van de German Masters tegen Judd Trump.

## Belangrijkste resultaten

### Wereldkampioenschap
Hoofdtoernooi (laatste 32 of beter):
| #  | Seizoen     | Editie  | Prestatie   | Extra                                |
| -- | ----------- | ------- | ----------- | ------------------------------------ |
| 1. | 2012 / 2013 | WK 2013 | Laatste 32  | Verloor met 10-3 van Barry Hawkins   |
| 2. | 2017 / 2018 | WK 2018 | Laatste 16  | Verloor met 13-1 van John Higgins    |
| 3. | 2018 / 2019 | WK 2019 | Laatste 32  | Verloor met 10-6 van Ali Carter      |
| 4. | 2019 / 2020 | WK 2020 | Laatste 32  | Verloor met 10-9 van Anthony McGill  |
| 5. | 2020 / 2021 | WK 2021 | Laatste 16  | Verloor met 13-9 van Neil Robertson  |
| 6. | 2021 / 2022 | WK 2022 | Kwartfinale | Verloor met 13-12 van John Higgins   |
| 7. | 2022 / 2023 | WK 2023 | Laatste 16  | Verloor met 13-8 van Anthony McGill  |
| 8. | 2023 / 2024 | WK 2024 | Laatste 16  | Verloor met 13-11 van Stuart Bingham |